# Cryptocephalus creticus
Cryptocephalus creticus – gatunek chrząszcza z rodziny stonkowatych i podrodziny Cryptocephalinae.
Gatunek ten został opisany w 1847 roku przez Christiana Wilhelma Ludwiga Eduarda Suffriana.
Wykazany z Grecji i terenu byłej Jugosławii.